# Welford Road Stadium
Welford Road Stadium è un impianto sportivo di Leicester, città del Regno Unito capoluogo della contea inglese del Leicestershire.
Costruito e inaugurato nel 1892, è da allora l'impianto interno del locale club di rugby a 15, il Leicester Tigers, che dal 2006 ne è anche il proprietario avendolo acquistato dalla municipalità dopo 114 anni in affitto.
Tra gli anni venti del XX secolo e dieci del XXI affrontò diverse ristrutturazioni fino ad arrivare alla capienza attuale di circa 26 000 spettatori ripartiti su 4 ordini di posti coperti, uno per ogni lato del campo di gioco, completamente in erba naturale.
Nel 1991 e nel 1999 fu tra le sedi che ospitarono gare della Coppa del Mondo di rugby.

## Storia
Lo stadio prese vita nel 1892 dopo che il Leicester rifiutò di prolungare un contratto di locazione, giudicato troppo oneroso, di un campo di cricket nella zona settentrionale della città preso in affitto l'anno prima; i soci del club incaricarono una commissione di trovare un'idonea sistemazione, individuata a dicembre 1891 in un terreno comunale all'incrocio tra Welford Road e Aylestone Road, all'epoca limite estremo dell'abitato cittadino; il contratto decennale con la municipalità di Leicester fu firmato a marzo dell'anno successivo e, con un investimento di 1100 £ per livellamento e drenaggio del terreno, il campo fu pronto per la nuova stagione.
L'inaugurazione avvenne il 10 settembre successivo con un incontro tra il Leicester e una selezione di contea del Leicestershire davanti a una platea di circa 3 000 spettatori.
In quella stessa stagione il campo attirò fino a 10 000 spettatori, in occasione di una sconfitta interna contro Coventry.
Benché la club house del Leicester fosse stata costruita, nel 1909, sul lato di impianto che affaccia su Aylestone Road, esistendo all'epoca già un campo da cricket su tale strada lo stadio prese il nome di Welford Road per evitare confusione.
A cavallo della Grande Guerra furono edificate le prime due tribune, note come Members' e Crumbie.
Nell'ottobre del 1924 lo stadio raggiunse il suo record di capienza, con 24 000 spettatori ad assistere a un incontro del Leicester contro gli All Blacks in tour.

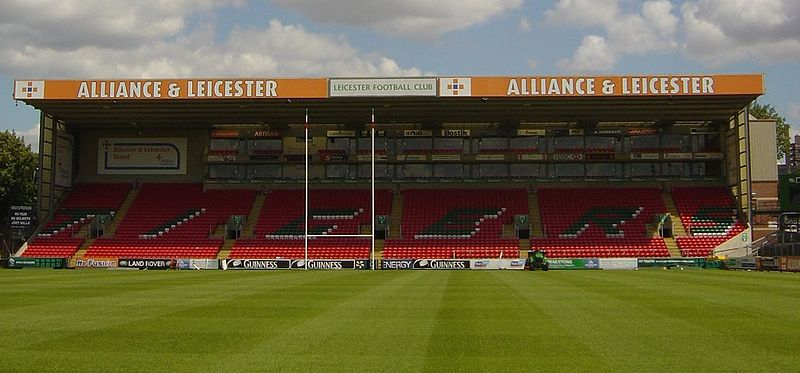
Alliance & Leicester Stand, dal 2016 Mattioli Woods Stand

Tra il 1902 e il 1923 lo stadio fu sede di diversi incontri interni dell'Inghilterra nell'Home Championship, ma dal 1923 non ospitò più incontri internazionali per 68 anni quando fu scelto tra gli impianti della Coppa del Mondo di rugby 1991, della quale ospitò solo un incontro, quello della fase a gironi tra Italia e Nuova Zelanda vinto 31-21 dagli All Blacks.
La prima grande ristrutturazione dello stadio avvenne nel 1995, quando il club finanziò la costruzione di una nuova tribuna, originariamente chiamata Alliance & Leicester Stand e, successivamente, Mattioli Woods Stand, dopo accordo nel 2016 con il gestore di fondi pensione Mattioli Woods.
Con tale configurazione lo stadio ospitò anche un incontro della Coppa del Mondo di rugby 1999, che di nuovo vide di scena l'Italia nella fase a gironi, contro Tonga.
Un importante passaggio per lo sviluppo futuro dell'impianto fu la sua acquisizione da parte del club nel 2006; fino a quel momento, infatti, Welford Road era in uso a seguito di un contratto d'affitto a lungo termine stipulato con la municipalità di Leicester.
La tribuna settentrionale, edificata nel 1892 e ristrutturata diverse volte, fu completamente demolita nel 2008 e ricostruita come Caterpillar Stand dopo accordo di naming con la multinazionale meccanica Caterpillar; l'inaugurazione della tribuna avvenne il 6 novembre 2009, una vittoria 22-17 del Leicester sul Sudafrica campione del mondo in tour in Europa.
Con 10 000 posti a sedere è la seconda più capiente tribuna a gradinata unica del Paese dopo il Kop di Anfield, terreno interno del club calcistico del Liverpool, e dal 2016 ha il nome commerciale di Holland & Barrett Stand dalla ragione sociale dello sponsor principale del club, la catena alimentare Holland & Barrett.
La capacità totale è di 25 849 posti, la maggiore capienza per uno stadio britannico monodisciplinare (nonché in assoluto la maggiore degli impianti di Premiership) ripartiti in 10 000 per la citata tribuna Holland & Barrett, 8 500 in Breedon Stand, opposta alla precedente, 2 650 sul lato orientale, la Mattioli Woods Stand, e 3 100 paganti più 62 posti per disabili e loro accompagnatori e assistenti nella tribuna occidentale, la Robin Hood Stand, così chiamata per via della sponsorizzazione con Nottingham Building Society, impresa di costruzioni di Nottingham, secondo il folklore inglese luogo delle gesta di Robin Hood.
Dal 2016, infine, il terreno di gioco è completamente in fondo ibrido, costituito da erba naturale con un sostrato sintetico per evitare cedimenti e buche durante il gioco.
A parte il rugby a 15, suo sport di elezione, Welford Road ospitò nel 2004 un incontro di rugby a 13 tra i London Broncos (formalmente, in tale ambito, la squadra di casa) contro l'Hull F.C. vinto 42-26 da quest'ultimo; nel 2010 fu invece l'impianto interno della compagine di football americano Leicester Falcons, che batté 22-15 il Birmingham Bulls.

## Incontri di rilievo

### Rugby a 15
| Arbitro: | Kerry Fitzgerald |

|                                  |      |                                                 |
| Marcello Cuttitta 56’ Bonomi 76’ | mt   | 2’ Z. Brooke 25’ Innes 43’ Tuigamala 62’ Hewett |
| Domínguez 56’, 76’               | tr   | 2’, 43’, 62’ Fox                                |
| Domínguez 22’, 51’, 68’          | c.p. | 6’, 53’ Fox                                     |

| Arbitro: | David McHugh |

|                                      |      |                                        |
| Moscardi 52’                         | mt   | 25’ Taufahema 30’ Tuipulotu 78’ Fatani |
| Domínguez 52’                        | tr   | 25’, 78’ Tuipulotu                     |
| Domínguez 2’, 6’, 13’, 40’, 46’, 80’ | c.p. | 38’, 40’ Tuipulotu                     |
|                                      | drop | Tuipulotu 80’                          |